# Харківська обласна організація НСПУ
Харківська обласна організація Національної спілки письменників України — територіальний осередок НСПУ в Харківській області. Є окремою юридичною особою.

## Історія

### Довоєнні і повоєнні часи
Харківська філія була створена одночасно з усією Спілкою радянських письменників України на першому Всеукраїнському з'їзді радянських письменників, який відбувся 17 червня 1934 року у Харкові.
Першим головою Харківської організації СРПУ був Юрій Смолич, який обіймав цю посаду до початку війни у 1941 році.
У міжвоєнні часи харківське письменницьке коло видавало «Літературний журнал». У цьому журналі працювали Володимир Свідзінський, Кость Гордієнко, Петро Панч, Наталя Забіла, Микола Трублаїні. Під час німецької окупації у місті видавали газету «Нова Україна» та журнал «Український засів», у яких працювали Аркадій Любченко, Іван Багряний, Олекса Веретенченко, Дмитро Нитченко, Юрій Шевельов, Василь Боровий, Олександр Корж. З наступом радянських військ більшість авторів, які працювали під окупацією, емігрувала.
Щонайменше 14 письменників-харків'ян загинули в боях з нацистами.
У 1944 році Харківська обласна організація СРПУ поновила свою діяльність. Організацію очолила Наталя Забіла, чий чоловік — художник Дмитро Шавикін — мешкав у Києві. Життя голови на два міста і неналежне виконання нею обов'язків невдовзі викликали обурення спілчан і обговорювались на закритих зборах парторганізації Спілки.
Наступними головами обирались Петро Панч, Віктор Кочевський, Ігор Муратов, Ярослав Гримайло, Юрій Шовкопляс, Володимир Петров, Борис Силаєв, Радій Полонський, Іван Перепеляк, Анатолій Стожук.
Післявоєнна відбудова не відразу дала можливість налагодити літературне життя, оскільки багато літераторів переїхало до Києва. Літературно-художній альманах «Харків» був заснований лиш у 1952 році і видавався до 1955 року. У 1956 році його заступив журнал «Прапор», з 1991 року відомий як «Березіль».
Повернувшись із фронтів чи з нацистських і сталінських таборів, продовжили працювати у Харкові Ігор Муратов, Василь Мисик, Іван Багмут, Борис Котляров, Зельман Кац, Іван Вирган, Володимир Добровольський, Василь Боровий, Микола Шаповал та інші.

### Пізньорадянський період
У другій половині XX сторіччя харківська письменницька організація була другою за чисельністю в радянській республіці. Спілчанські лави поповнили такі письменники, як В. Бойко, Н. Матюх, І. Перепеляк, А. Перерва, Л. Тома, Ірина Мироненко, О. Ковальова, В. Романовський, П. Василенко, Іван Мироненко. Проте водночас як осередок національної культури Харківська організація занепадала: щонайменше половину її складу становили автори, які писали російською мовою. У повоєнні роки приплив україномовних молодих письменників був мінімальним, спроби вступу в спілку україномовних початківців блокувались через «політичну нечіткість творів». Після смерті довголітнього керівника організації Юрія Шовкопляса, під тиском обкому Партії (зокрема секретаря з ідеології Сіроштана) і проти волі більшості членів організації, головою правління був затверджений з другої спроби маловідомий російський літератор Володимир Петров, полковник у відставці. За ним головував російськомовний Борис Силаєв, уродженець підросійської Слобожанщини.
Серед харківських спілчан російською писали поети Б. Чичибабін, Р. Левін, А. Мірошниченко, С. Шелковий, прозаїки В. Добровольський, М. Сказбуш, І. Маслов, В. Петров, Б. Силаєв, В. Самойлов, В. Пенчуков та інші.
У Харкові на примусовому поселенні перебував і творив поет-дисидент Степан Сапеляк, згодом лауреат Шевченківської премії і член спілки.
Наприкінці радянської доби Харківська організація знову стала осередком пробудження національної свідомості і відігравала потужну роль в усіх громадських справах регіону: підтримувала культурологічне товариство «Спадщина», «Рух», «Просвіту», доклалась до створення Харківського літературного музею.

### Після здобуття Незалежності
За інерцією у перше десятиліття Незалежності у щорічних творчих семінарах молодих літераторів при ХОО НСПУ брало участь вдвічі більше російськомовних молодих авторів, аніж тих, хто пише українською. Ключовою фігурою для харківського осередку НСПУ у ті часи був Станіслав Мінаков, один із засновників альманаху «Левада», який згодом був позбавлений членства у спілці за проросійську позицію і емігрував у РФ.
У 2013 році загострився конфлікт між головним редактором журналу «Березіль» Володимиром Науменком та правлінням обласної організації спілки, спричинений багаторічною невизначеністю взаємин між редакцією журналу і його засновниками, особливо питанням оренди приміщення. У результаті на загальних зборах ХОО НСПУ 5 червня 2013 року була виказана недовіра Науменку. Володимир Науменко був звинувачений у самоусуненні від життя письменницької організації, ігноруванні літературних подій та заходів у Харкові, у непрозорому використанні благодійних коштів, несплаті комунальних платежів і занапащенні редакційної політики журналу. Конфлікт не був вичерпаний, і у 2015 році редакції урізали надану площу з 4-х кімнат до 2-х, а з 2018 року часопис виходить у Києві як позаспілчанське видання.
У 2021 році Правління Національної спілки письменників України визнало неправочинним обрання Анатолія Стожука головою ХОО НСПУ на третій термін і призначило тимчасовим виконувачем обов'язків голови ХОО НСПУ В'ячеслава Романовського. Харківська обласна організація намагалась всупереч статуту спілки скасувати ці рішення.

### Під час масштабного російського вторгнення
У 2023 році Харківська обласна організація НСПУ була номінована на Премію Читомо у категорії «За книжкову ініціативу, що сприяє промоції читання».
25 листопада 2024 року будівлю обласної організації було пошкоджено близьким ударом російської ракети С-400. Внаслідок вибуху вибиті шибки, пошкодженні віконні та дверні рами, постраждало внутрішнє оздоблення приміщень. Також пошкоджена система опалення, освітлення працює лише частково, є проблеми з водопостачанням. Загалом виникли серйозні структурі пошкодження по всій західній частині будівлі: тріщини у стінах, деформації перекриттів, обвал даху.
Двоповерховий будинок на вулиці Чернишевській, у якому з 1934 року розміщується обласна організація спілки письменників, є пам'яткою архітектури. Будівлю у стилі модерн було зведено на початку ХХ століття за проектом архітектора Олександра Гінзбурга. В інтер'єрі приміщень будівлі зберігалось до половини автентичного оздоблення часів Розстріляного відродження, зокрема більярдний стіл, за яким Майк Йогансен обіграв Володимира Маяковського. Будинок перебуває в державній власності та довічному користуванні НСПУ.

## Літературні семінари та фестивалі
Понад 20 років ХОО НСПУ проводить щорічні літературні фестиваль і семінар «Молода Слобожанщина». Найперший творчий фестиваль відбувся 1995 року, семінари започаткували трохи згодом.
Весняний фестиваль «Молода Слобожанщина»
Фестиваль складається з 2 частин:
- «Приходь і читай» — вільний мікрофон, де учасники читають по два вірші або сторінку прози. Організатори та представники журі відбирають авторів для осіннього семінару «Молода Слобожанщина».
- Мистецькі зони, де митці демонструють твори або розповідають про свої проекти.[16]

Осінній семінар «Молода Слобожанщина»
Осінній семінар відбувається у форматі секційної роботи з учасниками (проза, поезія, публіцистика, література для дітей тощо) з детальним розглядом їхніх текстів і майстер-класами від членів НСПУ. Кожен молодий автор долучається до обговорення у формі круглого столу. За підсумками роботи видають щорічний альманах «Левада».

## Періодика обласної організації

### Альманахи
- «Левада» — щорічний молодіжний літературно-художній альманах, який укладають з текстів учасників семінару «Молода Слобожанщина».
- «Квартали» — літературний альманах, що мав стати зрізом слобожанського літературного процесу. Вийшло два випуски: за 2012 і 2013 роки.[18][19]
- «Харків» — літературний альманах, який виходив з 1952 по 1955 роки. Вийшло 8 томів.

### Журнали
- Літературний журнал — літературно-художній, критичний і громадсько-політичний місячник, виходив з 1936-го по 1941-й рік.
- «Березіль» — колишній журнал «Прапор», заснований 1956-го року, до 2018-го року був спілчанським виданням.
- «Харків. Lit» — літературно-художній і громадсько-політичний щоквартальник, заснований у 2014 році.[20]

## Літературні премії ХОО НСПУ
Премія імені Василя Мисика
Літературна премія імені Василя Мисика — українська літературна премія, що присуджується за поетичні книги та переклади поетичних творів з інших мов. Установлена 1995 року. До журі премії входить секретаріат ради НСПУ і представники Харківської обласна організації НСПУ.
Премія імені Тані Шамрай
Обласна літературна премія імені Тані Шамрай присуджується щорічно за рукопис першої книги поезії, прози, драматургії тощо молодим літераторам віком до 35 років.
Міжнародна Слов'янська поетична премія
Міжнародна Слов'янська поетична премія заснована Харківською обласною організацією Національної спілки письменників України, Харківським обласним відділенням Фонду культури України, Харківською державною науковою бібліотекою імені В. Г. Короленка та Об'єднанням підприємств «Корпорація Гідроелекс» для підтримки та заохочення літературної творчості молодих поетів віком до 35 років. Журі Премії приймає до розгляду конкурсні поетичні добірки з 5 віршів авторів поетичних книг або великих публікацій у журналах, альманахах, збірниках, надрукованих упродовж останніх трьох років. Конкурсні добірки мусять бути написані на одній зі слов'янських мов.
Під егідою спілки також вручаються обласні літературні премії: ім. П. Василенка, ім. В. Чабанівського, ім. 	
С. Сапеляка.

## Склад

### Голови
| Повноваження голови | Повноваження голови              | Повноваження голови | Повноваження голови |
| №                   | ПІБ                              | Набуття             | Скасування          |
| ------------------- | -------------------------------- | ------------------- | ------------------- |
| 1                   | Смолич Юрій Корнійович           | 1934                | 1944                |
| 2                   | Забіла Наталя Львівна            | 1944                | 1949                |
| 3                   | Панч Петро Йосипович             | 1949                | 1953                |
| 4                   | Шовкопляс Юрій Юрійович          | 1953                | 1956                |
| 5                   | Гримайло Ярослав Васильович      | 1956                | 1957                |
| 6                   | Кочевський Віктор Васильович     | 1962                | 1965                |
| 7                   | Муратов Ігор Леонтійович         |                     |                     |
| 8                   | Петров Володимир Миколайович     | ~1978               |                     |
| 9                   | Силаєв Борис Дмитрович           |                     |                     |
| 10                  | Полонський Радій Федорович       | 1987                | 1994                |
| 11                  | Перепеляк Іван Михайлович        | 1994                | 2012                |
| 12                  | Стожук Анатолій Петрович         | 2012                | 2021                |
| 13                  | Романовський В'ячеслав Євгенович | в.о. 2021           | 2025                |
| 14                  | Стожук Анатолій Петрович         | з липня 2025        |                     |

### Чинні члени
| Склад | Склад                                        | Склад    | Склад      | Склад          |
| №     | ПІБ                                          | Рік нар. | Вступ      | Примітки       |
| ----- | -------------------------------------------- | -------- | ---------- | -------------- |
| 1     | Атаманенко Ганна Володимирівна               | 1980     | 15.02.2012 |                |
| 2     | Бандурка Олександр Маркович                  | 1937     | 26.03.2003 |                |
| 3     | Бінкевич Олексій Станіславович               | 1943     | 22.10.1992 |                |
| 4     | Бердута Валентин Корнійович                  | 1967     | 03.12.2015 |                |
| 5     | Бобошко Олександр Олександрович              | 1971     | 26.10.2013 |                |
| 6     | Бойко Віктор Степанович                      | 1946     | 22.01.1979 |                |
| 7     | Бойко (Буренко) Оксана Вікторівна            | 1987     | 29.05.2006 |                |
| 8     | Бородай Олег Миколайович                     | 1971     | 24.09.2024 |                |
| 9     | Борщова Аліна Олександрівна                  | 1982     | 28.02.2005 |                |
| 10    | Буйдін Геннадій Георгійович                  | 1960     | 01.10.1996 |                |
| 11    | Вакуленко Володимир Прокопович               | 1963     | 27.04.2004 | -Довідник-2023 |
| 12    | Васильєва Наталія Юріївна                    | 1990     | 27.10.2016 |                |
| 13    | Верховень Володимир Миколайович              | 1958     | 16.06.1992 |                |
| 14    | Виноградська Ніна Іванівна                   | 1948     | 29.05.2006 |                |
| 15    | Вировець Лариса Петрівна                     | 1958     | 26.10.2013 |                |
| 16    | Возіянов Микола Кирилович                    | 1937     | 25.03.1999 |                |
| 17    | Глєбов Володимир Олексійович                 | 1946     | 04.06.2009 |                |
| 18    | Глєбова (Полякова) Ірина Миколаївна          | 1949     | 22.02.1977 |                |
| 19    | Грабовська (Щербина) Марія Михайлівна        | 1980     | 14.09.2004 |                |
| 20    | Дадика Ганна Феліксівна                      | 1998     | 06.03.2018 |                |
| 21    | Даниленко Мар'яна Сергіївна                  | ХХХХ     | 27.10.2016 | -Довідник-2013 |
| 22    | Євса Ірина Олександрівна                     | 1956     | 22.01.1979 |                |
| 23    | Єгоренкова Катерина Валеріївна               | 1976     | 31.10.2019 |                |
| 24    | Жарікова (Боцман) Ірина Володимирівна        | 1987     | 31.10.2019 |                |
| 25    | Зайда Володимир Михайлович                   | 1947     | 10.11.1995 |                |
| 26    | Зорич Олена Вікторівна                       | 1946     | 14.09.2004 |                |
| 27    | Катаєва Римма Олександрівна                  | 1933     | 16.04.1992 |                |
| 28    | Ковалевська Лариса Олексіївна                | 1990     | 03.12.2015 |                |
| 29    | Ковалевський Олексій Володимирович           | 1955     | 25.02.1992 |                |
| 30    | Красиков Михайло Михайлович                  | 1959     | 2016?      |                |
| 31    | Крауш Борис Павлович                         | 1943     | 17.02.1998 |                |
| 32    | Круглов Віталій Вікторович                   | 1970     | 26.06.2002 |                |
| 33    | Кулик Віктор Григорович                      | 1938     | 11.11.1976 |                |
| 34    | Лебеденко (Гузійова) Ніна Миколаївна         | 1959     | 18.10.2018 |                |
| 35    | Левін Роман Олександрович                    | 1930     | 06.12.1962 |                |
| 36    | Липчанська Любов Михайлівна                  | 1950     | 30.06.2005 |                |
| 37    | Лисак Олександр Павлович                     | 1983     | 27.10.2016 |                |
| 38    | Логвиненко Леонід Андрійович                 | 1961     | 03.03.2017 |                |
| 39    | Максимейко Юлія Володимирівна                | 1988     | 28.02.2005 |                |
| 40    | Манаєнко Світлана Олексіївна                 | 1966     | 27.05.2002 | -Довідник-2023 |
| 41    | Мардус Оксана Григорівна                     | 1971     | 29.05.1997 |                |
| 42    | Маслова Наталія Іванівна                     | 1969     | 21.03.1995 |                |
| 43    | Матюх Наталія Дмитрівна                      | 1953     | 19.10.1982 |                |
| 44    | Мельників Ростислав Володимирович            | 1973     | 18.06.1998 |                |
| 45    | Мироненко Ірина Дмитрівна                    | 1960     | 31.05.1985 |                |
| 46    | Нікуліна Людмила Петрівна                    | 1951     | 27.10.2016 |                |
| 47    | Овод Валентина Яківна                        | 1947     | 08.04.2016 |                |
| 48    | Огородникова (Перепеляк) Антоніна Михайлівна | 1950     | 29.04.2014 |                |
| 49    | Омельченко Василь Михайлович                 | 1931     | 15.06.1966 |                |
| 50    | Оржицький Ігор Олександрович                 | 1958     | 05.10.2014 |                |
| 51    | Очеретянова Тетяна Іванівна                  | 1963     | 03.12.2015 |                |
| 52    | Перевозник (Литвиненко Анастасія Юріївна     | 1992     | 27.10.2016 |                |
| 53    | Перепеляк Іван Михайлович                    | 1943     | 30.05.1980 |                |
| 54    | Підкопай Олександр Миколайович               | 1958     | 06.03.2018 |                |
| 55    | Підлісна Ольга Вікторівна                    | 1960     | 27.10.2016 |                |
| 56    | Пінченко Віктор Михайлович                   | 1949     | 2008       |                |
| 57    | Полянецький Віктор Анатолійович              | 1951     | 02.09.2003 |                |
| 58    | Почепцов Євген Валентинович                  | 1950     | 03.03.2017 |                |
| 59    | Рафаїлова (Арсенова) Анжела Арсенівна        | 1963     | 18.10.2018 |                |
| 60    | Рисцов В'ячеслав Олександрович               | 1946     | 24.12.2003 |                |
| 61    | Романовський В'ячеслав Євгенович             | 1947     | 30.09.1997 |                |
| 62    | Садкова Ольга Іванівна                       | 1956     | 18.10.2018 |                |
| 63    | Саркісян Анаїд Патваканівна                  | 1956     | 24.12.2003 |                |
| 64    | Скидан Ярослав Анатолійович                  | 1988     | 25.04.2013 |                |
| 65    | Скребець Наталя Сергіївна                    | 1962     | 25.04.2013 |                |
| 66    | Слободяник (Ринкевич) Світлана Юріївна       | 1989     | 27.10.2016 |                |
| 67    | Стожук Анатолій Петрович                     | 1955     | 16.01.1997 |                |
| 68    | Субота Володимир Якович                      | 1956     | 30.09.1997 |                |
| 69    | Супруненко Ніна Антонівна                    | 1953     | 29.09.1994 |                |
| 70    | Таран Галина Павлівна                        | 1952     | 18.10.2018 |                |
| 71    | Тараненко Ольга Степанівна                   | 1957     | 29.09.1994 |                |
| 72    | Козуліна Мар'яна Сергіївна (Марко Терен)     | 1987     | 26.10.2016 |                |
| 73    | Тимченко Антоніна Олександрівна              | 1985     | 28.02.2005 |                |
| 74    | Тихонова Ольга Василівна                     | 1985     | 28.02.2005 |                |
| 75    | Тільна Ольга Анатоліївна                     | 1978     | 24.12.2003 |                |
| 76    | Ткаченко Ганна Панасівна                     | 1949     | 07.02.2011 |                |
| 77    | Ткачова Юлія Валеріївна                      | 1976     | 31.10.2019 |                |
| 78    | Тома Леонід Васильович                       | 1950     | 30.05.1983 |                |
| 79    | Хворост Люцина Володимирівна                 | 1982     | 23.10.2012 |                |
| 80    | Чернишова Олена Юріївна                      | 1954     | 17.02.2004 |                |
| 81    | Шевцова Анастасія Сергіївна                  | 1990     | 27.10.2016 |                |
| 82    | Шелковий Сергій Костянтинович                | 1947     | 17.01.1990 |                |
| 83    | Шердиць Костянтин Костянтинович              | ХХХХ     | 06.03.2018 | -Довідник-2013 |
| 84    | Щербань Дмитро Іванович                      | 1951     | 03.12.2015 |                |
| 85    | Щиголева Світлана Олександрівна              | 1984     | 31.10.2019 |                |
| 86    | Якименко Олена Олександрівна                 | 1985     | 28.02.2005 |                |
| 87    | Янковська Анастасія Володимирівна            | 1986     | 28.02.2005 |                |

### Померлі та колишні члени
Вибули:
1. Багірова Лала Гамлетівна 1988 р.н., НСПУ від 20.02.2005, втрачено зв'язок
2. Боровий Василь Іванович (1923—2014) СПУ від 27.09.1990, помер 13.11.2014
3. Брюґґен Володимир Олександрович (1932—2018) СПУ від 03.09.1965, помер 19.07.2018
4. Гопцій Микола Пилипович (1938—2017) НСПУ від 27.10.2004, помер 09.11.2017
5. Гулаков Павло Захарович (1947—2013), НСПУ від 2003, помер 03.12.2013
6. Добриніна Вікторія Борисівна 1950 р.н., СПУ від 19.09.1995, виїхала, втрачено зв'язок
7. Доценко Лідія Григорівна (1941—2021) НСПУ від 16.01.1997, померла 28.02.2021
8. Дяченко Валерій Петрович (1951—2021) СПУ від 15.04.1983, помер 05.10.2021
9. Жихарєв Олег Вікторович (1941-ХХХХ) СПУ від 29.04.1974, помер у 20-х рр.
10. Замалєєв Саліх Шакирович (1921—2009), НСПУ від 2001, помер 01.06.2009
11. Замєсов Валерій Федорович (1939—2011), НСПУ від 1998, помер 06.04.2011
12. Кириченко Віктор Олексійович (1941—2017) НСПУ від 25.12.2006, помер 13.06.2017
13. Ковальова Олександра Прокопівна (1948—2024) НСПУ від 30.05.1983, померла 24.09.2024
14. Козак Микола Іванович (поет) (1941—2019) НСПУ від 26.03.2003, помер 14.06.2019
15. Лопатін Вукол Вуколович (1929—2010) СПУ від 30.05.1980, помер 15.12.2010
16. Львович Майя Давидівна (1933—2015) СПУ від 18.09.1984, померла 13.07.2015
17. Маковійський Костянтин Петрович (1945—2020) НСПУ від 02.09.2003, помер 03.07.2020
18. Марченко Олекса Андрійович (1937—2010) НСПУ від 2002, помер 20.03.2010
19. Маслов Іван Степанович (1939—2015) СПУ від 26.06.1981, помер 20.05.2015
20. Мельницька Інна Володимирівна (1925—2020) НСПУ від 09.12.1997, померла 11.11.2020
21. Михайлин Ігор Леонідович (1953—2023) НСПУ від 23.04.1998, помер 04.05.2023
22. Мироненко Іван Андрійович (1949—2008) СПУ від 1989, помер 19.12.2008
23. Мінаков Станіслав Олександрович 1959 р.н., СПУ від 29.09.1994, виключений 2014
24. Мінакова Анна Станіславівна 1985 р.н., НСПУ від 28.02.2005, виключена 2014
25. Мірошниченко Анатолій Михайлович (1939—2020) НСПУ від 27.04.2004, помер 16.02.2020
26. Мірошниченко Іван Єгорович (1936—2006) СПУ від 1970, помер 11.12.2006
27. Олефіренко Михайло Миколайович (1945—2016) НСПУ від 01.10.1996, помер 09.09.2016
28. Пашков Іван Григорович (1936—2010) НСПУ від 2000, помер 10.11.2010
29. Пенчуков Володимир Андрійович (1948-ХХХХ) НСПУ від 28.09.1999, помер у 20-х рр.
30. Перерва Анатолій Антонович (1949—2018) СПУ від 22.01.1979, помер 24.03.2018
31. Пивовар Микола Микитович (1940—2011) НСПУ від 21.10.2005, помер 2011
32. Побелян Микола Федорович (1948—2017) НСПУ від 29.03.2001, помер 17.12.2017
33. Рахліна Марлена Давидівна (1925—2010) СПУ від 1992, померла 05.06.2010
34. Родіонов Володимир Олександрович (1940—2018) СПУ від 06.03.1990, помер 31.12.2018
35. Самойлов Василь Петрович (1926—2007) СПУ від 1982, помер 2007
36. Силка Павло Іванович (1924—2007) НСПУ, помер 2007
37. Стадниченко Юрій Іванович (1929—2009) СПУ від 1962, помер 28.08.2009
38. Стальний Володимир Іванович (1947-ХХХХ) СПУ від 14.05.1996, помер у 20-х рр.
39. Тимченко Віктор Петрович (1930—2023) СПУ від 26.11.1959, помер 15.12.2023
40. Усенко Олександр (ХХХХ-2018) НСПУ від 03.12.2015, помер 30.12.2018
41. Філатов Аркадій Павлович (1938—2021) НСПУ від 20.06.2003, помер 19.12.2021